# Odiellus brevispina
Espèce
Synonymes
- Acantholophus brevispina Simon, 1879

Odiellus brevispina est une espèce d'opilions eupnois de la famille des Phalangiidae.

## Répartition
Cette espèce se rencontre en France, en Italie et en Algérie,.

## Description
La femelle holotype mesure 6 mm.
Le mâle décrit par Roewer en 1923 mesure 4,5 mm et la femelle 6 mm.

## Systématique et taxinomie
Cette espèce a été décrite sous le protonyme Acantholophus brevispina par Simon en 1879. Elle est placée dans le genre Odius par Roewer en 1912. Le nom Odius Thorell, 1876 étant préoccupé par Odius Lilljeborg, 1865, il a été remplacé par Odiellus par Roewer en 1923.

## Publication originale
- Simon, 1879 : « Les Ordres des Chernetes, Scorpiones et Opiliones. » Les Arachnides de France, vol. 7, p. 1-332.